# برينان وليامز
برينان وليامز (بالإنجليزية: Brennan Williams) هو لاعب كرة قدم أمريكية ويوتيوبي أمريكي، ولد في 5 فبراير 1991 في إيستون في الولايات المتحدة.

## وصلات خارجية
- برينان وليامز على موقع مرجع كرة القدم المحترفة.كوم (الإنجليزية)
- برينان وليامز على موقع CageMatch worker (الإنجليزية)
- برينان وليامز على موقع قاعدة بيانات المصارعة على الإنترنت (الإنجليزية)
- برينان وليامز على موقع عالم المصارعة على الإنترنت (الإنجليزية)
- برينان وليامز على موقع عالم المصارعة على الإنترنت (الإنجليزية)